# 샤론 도르손
샤론 도르손(Sharon Doorson, 1987년 4월 24일 ~ )은 네덜란드의 싱어송라이터, 댄서이다.